# La Rivière (Isère)
La Rivière ist eine französische Gemeinde mit 725 Einwohnern (Stand: 1. Januar 2022) im Département Isère in der Region Auvergne-Rhône-Alpes. Die Gemeinde liegt im Arrondissement Grenoble und gehört zum Kanton Le Sud Grésivaudan. Die Einwohner werden Riverains genannt.

## Geographie
La Rivière liegt etwa 18 Kilometer westnordwestlich von Grenoble an der Isère, die die Gemeinde im Westen begrenzt. Umgeben wird La Rivière von den Nachbargemeinden Saint-Quentin-sur-Isère im Norden, Montaud im Nordosten, Autrans im Osten und Südosten, Saint-Gervais im Süden, L’Albenc im Westen und Südwesten sowie Poliénas im Westen und Nordwesten.

## Bevölkerungsentwicklung
| Jahr                       | 1962 | 1968 | 1975 | 1982 | 1990 | 1999 | 2006 | 2018 |
| -------------------------- | ---- | ---- | ---- | ---- | ---- | ---- | ---- | ---- |
| Einwohner                  | 258  | 244  | 214  | 312  | 363  | 469  | 540  | 741  |
| Quellen: Cassini und INSEE |      |      |      |      |      |      |      |      |

## Sehenswürdigkeiten
- Neoromanische Kirche Saint-Joseph aus dem 19. Jahrhundert
- Kapelle Notre-Dame-d'Armieux
- Kapelle Saint-Roch aus dem 18. Jahrhundert
- Ruinen der Priorei von Revesti
- Schloss Montal aus dem 17. Jahrhundert
- Wehrhäuser aus dem 15. Jahrhundert

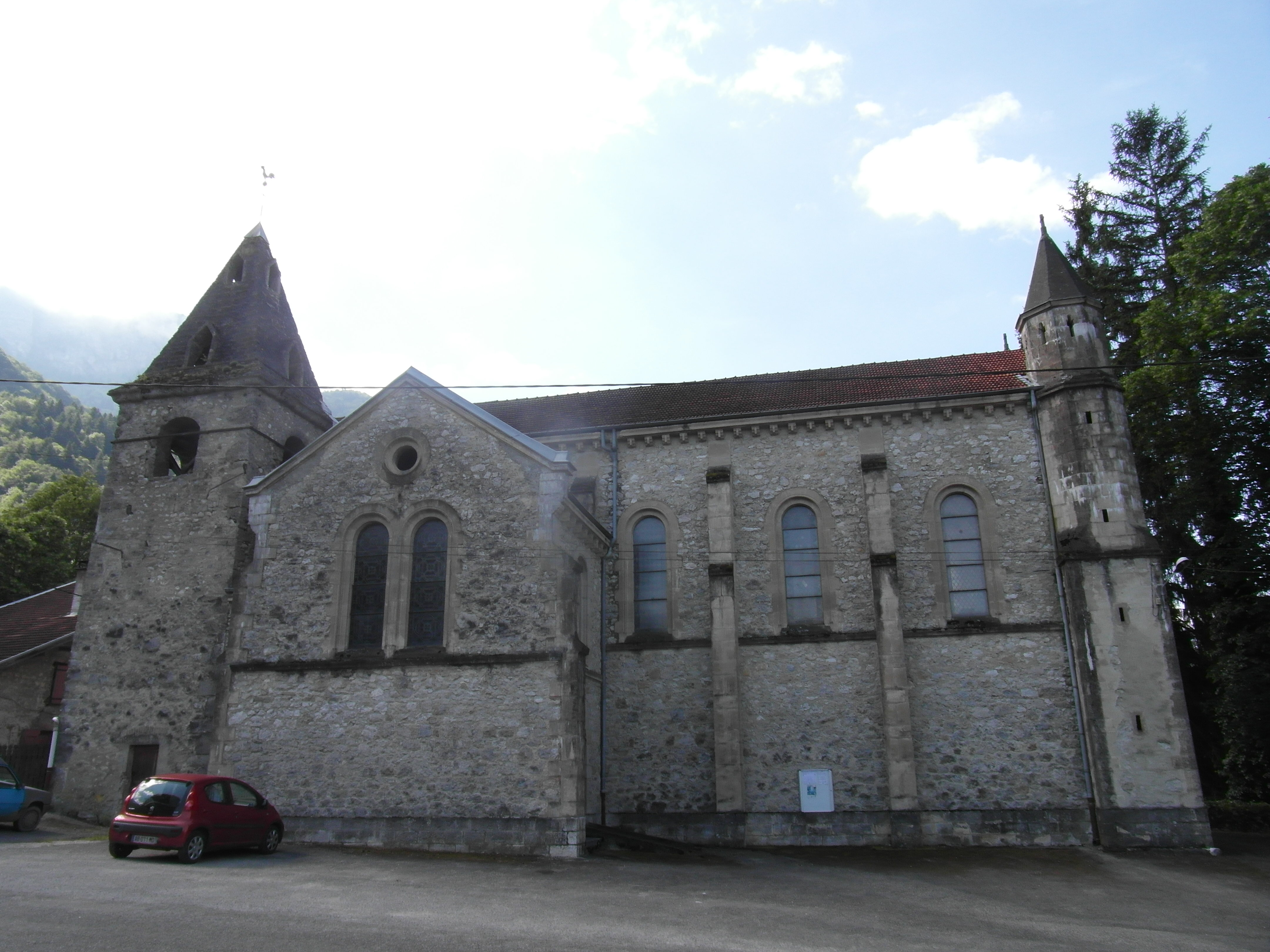
Kirche Saint-Joseph